# Blawith and Subberthwaite
Blawith and Subberthwaite – civil parish w Anglii, w Kumbrii, w dystrykcie (unitary authority) Westmorland and Furness. W 2001 miejscowość liczyła 189 mieszkańców.